# Championship League 2025 (2)
Die BetVictor Championship League 2025 war ein Turnier der Snooker-Saison 2025/26 der World Snooker Tour. Es wurde in drei Gruppenrunden verteilt auf dreieinhalb Wochen vom 30. Juni bis 23. Juli ausgetragen. Anders als zuvor war es nicht das erste Turnier der Spielzeit, da bereits Qualifikationen für andere Turniere gespielt worden waren, es war aber wie seit der Einführung 2020 als Ranglistenturnier das erste Turnier, das entschieden wurde. Zum fünften Mal wurde in der Mattioli Arena in Leicester gespielt.
Im Jahr zuvor hatte Ali Carter den Saisonauftakt gewonnen. Diesmal schied er bereits in der ersten Gruppenrunde aus. Im Finale besiegte Stephen Maguire den Engländer Joe O’Connor mit 3:1. Für den Schotten war es der erste Sieg in der Championship League und der siebte Sieg bei einem Ranglistenturnier.

## Preisgeld
Das Preisgeld richtete sich ausschließlich nach der erreichten Platzierung, Zusatzprämien für gewonnene Frames wie im traditionellen Format der Championship League gab es nicht. Die Prämien waren 2025 dieselben wie in den Jahren zuvor. Insgesamt wurden 328.000 £ ausgeschüttet.
| Auftaktrunde  | Preisgeld |
| ------------- | --------- |
| Gruppensieger | 3.000 £   |
| Platz 2       | 2.000 £   |
| Platz 3       | 1.000 £   |

| Zwischenrunde | Preisgeld |
| ------------- | --------- |
| Gruppensieger | 4.000 £   |
| Platz 2       | 3.000 £   |
| Platz 3       | 2.000 £   |
| Platz 4       | 1.000 £   |

| Finalgruppe | Preisgeld |
| ----------- | --------- |
| Platz 1     | 6.000 £   |
| Platz 2     | 4.000 £   |
| Platz 3     | 2.000 £   |
| Platz 4     | 1.000 £   |

| Endspiel              | Preisgeld |
| --------------------- | --------- |
| Turniersieger         | 20.000 £  |
| Unterlegener Finalist | 10.000 £  |

## Turnier

### Hintergrund und Modus
Zum sechsten Mal wurde neben der traditionellen Championship League als Einladungsturnier eine Ausgabe als Weltranglistenturnier für alle Profispieler ausgetragen. Es war das einzige Profiturnier, das in Gruppenrunden gespielt wurde. Es verteilte sich über dreieinhalb Wochen und begann am 30. Juni 2025. Entschieden wurde es mit einem Finalmatch am 23. Juli 2025.
Die 128 Teilnehmer wurden nach ihrer Weltranglistenplatzierung in Vierergruppen aufgeteilt, je ein Spieler aus den Top 32, einer von Platz 33 bis 64 usw. Jede Gruppe spielte im Modus Jeder gegen jeden einen Sieger aus. Die 32 Sieger wurden danach wieder in acht Vierergruppen aufgeteilt, die im selben Modus acht Sieger ermittelten. Am Finaltag gab es noch einmal zwei Vierergruppen, deren Sieger in einem abschließenden Finalmatch um den Turniersieg spielten.

### Auftaktrunde
Die Auftaktrunde wurde in 32 Gruppen zu je 4 Spielern ausgetragen. Sie fand in den 3 Wochen vom 30. Juni bis 17. Juli statt. Je 2 Gruppen wurden pro Tag parallel ausgetragen. Da in diesem Jahr die meisten Topspieler abgesagt hatten, führte die Nummer 9 der Weltrangliste Barry Hawkins als bestplatzierter Spieler Gruppe 1 an.
Alle Gruppenspiele wurden im Modus Best of 4 ausgetragen.
Gruppe 1
Die Spiele der ersten Gruppe fanden am 14. Juli statt. Der Turnierfavorit Barry Hawkins scheiterte bereits in der ersten Runde. Haydon Pinhey warf ihn mit 3:0 im entscheidenden letzten Spiel aus dem Rennen und sicherte sich bei Punktgleichheit das Weiterkommen.
| Pos. | Spieler       | Partien | Partien | Partien | Frames | Frames | Frames | Höchstes Break | Punkte |
| Pos. | Spieler       | G       | U       | V       | G      | V      | ±      | Höchstes Break | Punkte |
| ---- | ------------- | ------- | ------- | ------- | ------ | ------ | ------ | -------------- | ------ |
| 1    | Haydon Pinhey | 1       | 1       | 1       | 6      | 5      | +1     | 90             | 4      |
| 2    | Barry Hawkins | 1       | 1       | 1       | 5      | 5      | ±0     | 83             | 4      |
| 3    | Haris Tahir   | 1       | 1       | 1       | 5      | 6      | −1     | 74             | 4      |
| 4    | John Astley   | 0       | 3       | 0       | 6      | 6      | ±0     | 136            | 3      |

Einzelergebnisse
| Spiel | Spieler 1     | Ergebnis | Spieler 2     |
| ----- | ------------- | -------- | ------------- |
| 1     | Barry Hawkins | 2:2      | John Astley   |
| 2     | Haydon Pinhey | 31:31    | Haris Tahir   |
| 3     | Barry Hawkins | 03:03    | Haris Tahir   |
| 4     | Haydon Pinhey | 2:2      | John Astley   |
| 5     | Barry Hawkins | 30:30    | Haydon Pinhey |
| 6     | Haris Tahir   | 2:2      | John Astley   |

Gruppe 2
Die Spiele der zweiten Gruppe fanden am 4. Juli statt. Der Favorit Zhang Anda gewann zwar nur eine Partie, aber weil keiner der Konkurrenten die Chance nutzte, setzte er sich trotzdem mit nur 5 Punkten durch.
| Pos. | Spieler         | Partien | Partien | Partien | Frames | Frames | Frames | Höchstes Break | Punkte |
| Pos. | Spieler         | G       | U       | V       | G      | V      | ±      | Höchstes Break | Punkte |
| ---- | --------------- | ------- | ------- | ------- | ------ | ------ | ------ | -------------- | ------ |
| 1    | Zhang Anda      | 1       | 2       | 0       | 7      | 5      | +2     | 107            | 5      |
| 2    | George Pragnell | 1       | 1       | 1       | 6      | 6      | ±0     | 134            | 4      |
| 3    | Cheung Ka Wai   | 0       | 3       | 0       | 6      | 6      | ±0     | 141            | 3      |
| 4    | Chris Totten    | 0       | 2       | 1       | 5      | 7      | −2     | 112            | 2      |

Einzelergebnisse
| Spiel | Spieler 1     | Ergebnis | Spieler 2       |
| ----- | ------------- | -------- | --------------- |
| 1     | Zhang Anda    | 13:13    | George Pragnell |
| 2     | Cheung Ka Wai | 2:2      | Chris Totten    |
| 3     | Zhang Anda    | 2:2      | Chris Totten    |
| 4     | Cheung Ka Wai | 2:2      | George Pragnell |
| 5     | Zhang Anda    | 2:2      | Cheung Ka Wai   |
| 6     | Chris Totten  | 13:13    | George Pragnell |

Gruppe 3
Die Spiele der dritten Gruppe fanden am 1. Juli statt. Die Nummer 3 des Turniers Shaun Murphy enttäuschte und machte keinen einzigen Punkt. Davon profitierte Alfie Burden. Der Engländer, der gerade seinen Profistatus verloren hatte, holte den Gruppensieg dank des besseren Frameverhältnisses gegen die punktgleichen Konkurrenten.
| Pos. | Spieler         | Partien | Partien | Partien | Frames | Frames | Frames | Höchstes Break | Punkte |
| Pos. | Spieler         | G       | U       | V       | G      | V      | ±      | Höchstes Break | Punkte |
| ---- | --------------- | ------- | ------- | ------- | ------ | ------ | ------ | -------------- | ------ |
| 1    | Alfie Burden    | 2       | 0       | 1       | 7      | 4      | +3     | 97             | 6      |
| 2    | Robbie McGuigan | 2       | 0       | 1       | 7      | 5      | +2     | 136            | 6      |
| 3    | Bulcsú Révész   | 2       | 0       | 1       | 6      | 5      | +1     | 104            | 6      |
| 4    | Shaun Murphy    | 0       | 0       | 3       | 3      | 9      | −6     | 78             | 0      |

Einzelergebnisse
| Spiel | Spieler 1       | Ergebnis | Spieler 2       |
| ----- | --------------- | -------- | --------------- |
| 1     | Shaun Murphy    | 31:31    | Alfie Burden    |
| 2     | Bulcsú Révész   | 13:13    | Robbie McGuigan |
| 3     | Shaun Murphy    | 31:31    | Robbie McGuigan |
| 4     | Bulcsú Révész   | 30:30    | Alfie Burden    |
| 5     | Shaun Murphy    | 31:31    | Bulcsú Révész   |
| 6     | Robbie McGuigan | 13:13    | Alfie Burden    |

Gruppe 4
Die Spiele der vierten Gruppe fanden am 12. Juli statt. Si Jiahui, einer der topgesetzten Spieler des Turniers, schwächelte schon in seiner zweiten Partie und verlor dann auch noch das entscheidende letzte Spiel klar mit 0:3 gegen Artemijs Žižins. Der junge Lette schaffte es damit in seinem zweiten Profijahr souverän mit nur einem Frameverlust erstmals unter die Letzten 32 eines Profiturniers.
| Pos. | Spieler         | Partien | Partien | Partien | Frames | Frames | Frames | Höchstes Break | Punkte |
| Pos. | Spieler         | G       | U       | V       | G      | V      | ±      | Höchstes Break | Punkte |
| ---- | --------------- | ------- | ------- | ------- | ------ | ------ | ------ | -------------- | ------ |
| 1    | Artemijs Žižins | 3       | 0       | 0       | 9      | 1      | +8     | 92             | 9      |
| 2    | Si Jiahui       | 1       | 1       | 1       | 5      | 5      | ±0     | 114            | 4      |
| 3    | Farakh Ajaib    | 1       | 1       | 1       | 6      | 6      | ±0     | 60             | 4      |
| 4    | Kayden Brierley | 0       | 0       | 3       | 1      | 9      | −8     | 51             | 0      |

Einzelergebnisse
| Spiel | Spieler 1       | Ergebnis | Spieler 2       |
| ----- | --------------- | -------- | --------------- |
| 1     | Si Jiahui       | 03:03    | Kayden Brierley |
| 2     | Artemijs Žižins | 13:13    | Farakh Ajaib    |
| 3     | Si Jiahui       | 2:2      | Farakh Ajaib    |
| 4     | Artemijs Žižins | 03:03    | Kayden Brierley |
| 5     | Si Jiahui       | 30:30    | Artemijs Žižins |
| 6     | Farakh Ajaib    | 13:13    | Kayden Brierley |

Gruppe 5
Die Spiele der fünften Gruppe fanden am 16. Juli statt. Nachdem Chris Wakelin seine ersten beiden Matches souverän gewonnen hatte, reichte dem Favoriten im letzten Spiel ein Unentschieden zum Weiterkommen.
| Pos. | Spieler          | Partien | Partien | Partien | Frames | Frames | Frames | Höchstes Break | Punkte |
| Pos. | Spieler          | G       | U       | V       | G      | V      | ±      | Höchstes Break | Punkte |
| ---- | ---------------- | ------- | ------- | ------- | ------ | ------ | ------ | -------------- | ------ |
| 1    | Chris Wakelin    | 2       | 1       | 0       | 8      | 3      | +5     | 136            | 7      |
| 2    | Julien Leclercq  | 1       | 2       | 0       | 7      | 4      | +3     | 115            | 5      |
| 3    | Daniel Womersley | 0       | 2       | 1       | 5      | 7      | −2     | 59             | 2      |
| 4    | Mitchell Mann    | 0       | 1       | 2       | 2      | 8      | −6     | 39             | 1      |

Einzelergebnisse
| Spiel | Spieler 1       | Ergebnis | Spieler 2        |
| ----- | --------------- | -------- | ---------------- |
| 1     | Chris Wakelin   | 13:13    | Daniel Womersley |
| 2     | Julien Leclercq | 03:03    | Mitchell Mann    |
| 3     | Chris Wakelin   | 03:03    | Mitchell Mann    |
| 4     | Julien Leclercq | 2:2      | Daniel Womersley |
| 5     | Chris Wakelin   | 2:2      | Julien Leclercq  |
| 6     | Mitchell Mann   | 2:2      | Daniel Womersley |

Gruppe 6
Die Spiele der sechsten Gruppe fanden am 7. Juli statt. Am Ende kam es zum Entscheidungsspiel zwischen den ungeschlagenen Liam Davies und Ali Carter. Der Waliser gewann und warf damit einen der topgesetzten Spieler aus dem Turnier.
| Pos. | Spieler       | Partien | Partien | Partien | Frames | Frames | Frames | Höchstes Break | Punkte |
| Pos. | Spieler       | G       | U       | V       | G      | V      | ±      | Höchstes Break | Punkte |
| ---- | ------------- | ------- | ------- | ------- | ------ | ------ | ------ | -------------- | ------ |
| 1    | Liam Davies   | 3       | 0       | 0       | 9      | 3      | +6     | 135            | 9      |
| 2    | Ali Carter    | 2       | 0       | 1       | 7      | 5      | +2     | 119            | 6      |
| 3    | Jack Bradford | 1       | 0       | 2       | 5      | 6      | −1     | 64             | 3      |
| 4    | Huang Jiahao  | 0       | 0       | 3       | 2      | 9      | −7     | 79             | 0      |

Einzelergebnisse
| Spiel | Spieler 1    | Ergebnis | Spieler 2     |
| ----- | ------------ | -------- | ------------- |
| 1     | Ali Carter   | 13:13    | Jack Bradford |
| 2     | Liam Davies  | 13:13    | Huang Jiahao  |
| 3     | Ali Carter   | 13:13    | Huang Jiahao  |
| 4     | Liam Davies  | 13:13    | Jack Bradford |
| 5     | Ali Carter   | 31:31    | Liam Davies   |
| 6     | Huang Jiahao | 30:30    | Jack Bradford |

Gruppe 7
Die Spiele der siebten Gruppe fanden am 7. Juli statt. Favorit Gary Wilson konnte keines seiner Matches gewinnen und so nutzte die Nummer zwei Amir Sarkhosh die Chance und holte sich mit nur einem Sieg, dem einzigen in der Gruppe, den ersten Platz.
| Pos. | Spieler       | Partien | Partien | Partien | Frames | Frames | Frames | Höchstes Break | Punkte |
| Pos. | Spieler       | G       | U       | V       | G      | V      | ±      | Höchstes Break | Punkte |
| ---- | ------------- | ------- | ------- | ------- | ------ | ------ | ------ | -------------- | ------ |
| 1    | Amir Sarkhosh | 1       | 2       | 0       | 7      | 5      | +2     | 129            | 5      |
| 2    | Gary Wilson   | 0       | 3       | 0       | 6      | 6      | ±0     | 129            | 3      |
| 3    | Bai Yulu      | 0       | 3       | 0       | 6      | 6      | ±0     | 96             | 3      |
| 4    | Alex Clenshaw | 0       | 2       | 1       | 5      | 7      | −2     | 64             | 2      |

Einzelergebnisse
| Spiel | Spieler 1     | Ergebnis | Spieler 2     |
| ----- | ------------- | -------- | ------------- |
| 1     | Gary Wilson   | 2:2      | Alex Clenshaw |
| 2     | Amir Sarkhosh | 2:2      | Bai Yulu      |
| 3     | Gary Wilson   | 2:2      | Bai Yulu      |
| 4     | Amir Sarkhosh | 13:13    | Alex Clenshaw |
| 5     | Gary Wilson   | 2:2      | Amir Sarkhosh |
| 6     | Bai Yulu      | 2:2      | Alex Clenshaw |

Gruppe 8
Die Spiele der achten Gruppe fanden am 11. Juli statt. Favorit Tom Ford setzte sich mit Glück durch, weil die Konkurrenz sich gegenseitig entscheidende Punkte und Frames wegnahm.
| Pos. | Spieler         | Partien | Partien | Partien | Frames | Frames | Frames | Höchstes Break | Punkte |
| Pos. | Spieler         | G       | U       | V       | G      | V      | ±      | Höchstes Break | Punkte |
| ---- | --------------- | ------- | ------- | ------- | ------ | ------ | ------ | -------------- | ------ |
| 1    | Tom Ford        | 1       | 2       | 0       | 7      | 4      | +3     | 132            | 5      |
| 2    | Simon Blackwell | 1       | 2       | 0       | 7      | 5      | +2     | 69             | 5      |
| 3    | Allan Taylor    | 0       | 3       | 0       | 6      | 6      | ±0     | 80             | 3      |
| 4    | Mink Nutcharut  | 0       | 1       | 2       | 3      | 8      | −5     | 78             | 1      |

Einzelergebnisse
| Spiel | Spieler 1      | Ergebnis | Spieler 2       |
| ----- | -------------- | -------- | --------------- |
| 1     | Tom Ford       | 2:2      | Simon Blackwell |
| 2     | Allan Taylor   | 2:2      | Mink Nutcharut  |
| 3     | Tom Ford       | 03:03    | Mink Nutcharut  |
| 4     | Allan Taylor   | 2:2      | Simon Blackwell |
| 5     | Tom Ford       | 2:2      | Allan Taylor    |
| 6     | Mink Nutcharut | 31:31    | Simon Blackwell |

Gruppe 9
Die Spiele der neunten Gruppe fanden am 3. Juli statt. Favorit Wu Yize setzte sich letztlich durch, auch wenn es gegenüber dem Außenseiter Craig Steadman am Ende auf das Frameverhältnis ankam.
| Pos. | Spieler           | Partien | Partien | Partien | Frames | Frames | Frames | Höchstes Break | Punkte |
| Pos. | Spieler           | G       | U       | V       | G      | V      | ±      | Höchstes Break | Punkte |
| ---- | ----------------- | ------- | ------- | ------- | ------ | ------ | ------ | -------------- | ------ |
| 1    | Wu Yize           | 2       | 1       | 0       | 8      | 2      | +6     | 94             | 7      |
| 2    | Craig Steadman    | 2       | 1       | 0       | 8      | 4      | +4     | 68             | 7      |
| 3    | Wang Yuchen       | 1       | 0       | 2       | 4      | 7      | −3     | 140            | 3      |
| 4    | Kreishh Gurbaxani | 0       | 0       | 3       | 2      | 9      | −7     | 119            | 0      |

Einzelergebnisse
| Spiel | Spieler 1         | Ergebnis | Spieler 2         |
| ----- | ----------------- | -------- | ----------------- |
| 1     | Wu Yize           | 2:2      | Craig Steadman    |
| 2     | Wang Yuchen       | 13:13    | Kreishh Gurbaxani |
| 3     | Wu Yize           | 03:03    | Kreishh Gurbaxani |
| 4     | Wang Yuchen       | 31:31    | Craig Steadman    |
| 5     | Wu Yize           | 03:03    | Wang Yuchen       |
| 6     | Kreishh Gurbaxani | 31:31    | Craig Steadman    |

Gruppe 10
Die Spiele der zehnten Gruppe fanden am 10. Juli statt. Im entscheidenden dritten Spiel schlug Ben Mertens den favorisierten Jak Jones und holte den Gruppensieg. Für Jones blieb nicht einmal Platz 2, weil Amateur Alfie Davies überraschend mit beiden mithalten konnte.
| Pos. | Spieler      | Partien | Partien | Partien | Frames | Frames | Frames | Höchstes Break | Punkte |
| Pos. | Spieler      | G       | U       | V       | G      | V      | ±      | Höchstes Break | Punkte |
| ---- | ------------ | ------- | ------- | ------- | ------ | ------ | ------ | -------------- | ------ |
| 1    | Ben Mertens  | 2       | 1       | 0       | 8      | 2      | +6     | 131            | 7      |
| 2    | Alfie Davies | 1       | 2       | 0       | 7      | 4      | +3     | 102            | 5      |
| 3    | Jak Jones    | 1       | 1       | 1       | 5      | 5      | ±0     | 102            | 4      |
| 4    | Jonas Luz    | 0       | 0       | 3       | 0      | 9      | −9     | 22             | 0      |

Einzelergebnisse
| Spiel | Spieler 1   | Ergebnis | Spieler 2    |
| ----- | ----------- | -------- | ------------ |
| 1     | Jak Jones   | 2:2      | Alfie Davies |
| 2     | Ben Mertens | 03:03    | Jonas Luz    |
| 3     | Jak Jones   | 03:03    | Jonas Luz    |
| 4     | Ben Mertens | 2:2      | Alfie Davies |
| 5     | Jak Jones   | 30:30    | Ben Mertens  |
| 6     | Jonas Luz   | 30:30    | Alfie Davies |

Gruppe 11
Die Spiele der 11. Gruppe fanden am 5. Juli statt. Stuart Bingham gewann problemlos mit drei Siegen und gab nur einen Frame ab.
| Pos. | Spieler         | Partien | Partien | Partien | Frames | Frames | Frames | Höchstes Break | Punkte |
| Pos. | Spieler         | G       | U       | V       | G      | V      | ±      | Höchstes Break | Punkte |
| ---- | --------------- | ------- | ------- | ------- | ------ | ------ | ------ | -------------- | ------ |
| 1    | Stuart Bingham  | 3       | 0       | 0       | 9      | 1      | +8     | 102            | 9      |
| 2    | Antoni Kowalski | 2       | 0       | 1       | 7      | 4      | +3     | 88             | 6      |
| 3    | Hatem Yassen    | 1       | 0       | 2       | 4      | 6      | −2     | 53             | 3      |
| 4    | Halim Hussain   | 0       | 0       | 3       | 0      | 9      | −9     | 42             | 0      |

Einzelergebnisse
| Spiel | Spieler 1       | Ergebnis | Spieler 2       |
| ----- | --------------- | -------- | --------------- |
| 1     | Stuart Bingham  | 03:03    | Halim Hussain   |
| 2     | Antoni Kowalski | 13:13    | Hatem Yassen    |
| 3     | Stuart Bingham  | 03:03    | Hatem Yassen    |
| 4     | Antoni Kowalski | 03:03    | Halim Hussain   |
| 5     | Stuart Bingham  | 13:13    | Antoni Kowalski |
| 6     | Hatem Yassen    | 03:03    | Halim Hussain   |

Gruppe 12
Die Spiele der 12. Gruppe fanden am 9. Juli statt. David Gilbert behielt in allen Matches die Oberhand und erreichte souverän als Favorit den Gruppensieg.
| Pos. | Spieler         | Partien | Partien | Partien | Frames | Frames | Frames | Höchstes Break | Punkte |
| Pos. | Spieler         | G       | U       | V       | G      | V      | ±      | Höchstes Break | Punkte |
| ---- | --------------- | ------- | ------- | ------- | ------ | ------ | ------ | -------------- | ------ |
| 1    | David Gilbert   | 3       | 0       | 0       | 9      | 2      | +7     | 139            | 9      |
| 2    | Duane Jones     | 2       | 0       | 1       | 7      | 4      | +3     | 118            | 6      |
| 3    | Louis Heathcote | 1       | 0       | 2       | 5      | 7      | −2     | 128            | 3      |
| 4    | Paul Deaville   | 0       | 0       | 3       | 1      | 9      | −8     | 82             | 0      |

Einzelergebnisse
| Spiel | Spieler 1       | Ergebnis | Spieler 2       |
| ----- | --------------- | -------- | --------------- |
| 1     | David Gilbert   | 03:03    | Paul Deaville   |
| 2     | Duane Jones     | 13:13    | Louis Heathcote |
| 3     | David Gilbert   | 13:13    | Louis Heathcote |
| 4     | Duane Jones     | 03:03    | Paul Deaville   |
| 5     | David Gilbert   | 13:13    | Duane Jones     |
| 6     | Louis Heathcote | 13:13    | Paul Deaville   |

Gruppe 13
Die Spiele der 13. Gruppe fanden am 8. Juli statt. Jack Lisowski leistete sich im letzten Spiel noch ein Unentschieden, sicherte damit aber nach zuvor zwei Siegen seinen klaren Favoritensieg ab.
| Pos. | Spieler       | Partien | Partien | Partien | Frames | Frames | Frames | Höchstes Break | Punkte |
| Pos. | Spieler       | G       | U       | V       | G      | V      | ±      | Höchstes Break | Punkte |
| ---- | ------------- | ------- | ------- | ------- | ------ | ------ | ------ | -------------- | ------ |
| 1    | Jack Lisowski | 2       | 1       | 0       | 8      | 3      | +5     | 101            | 7      |
| 2    | Gong Chenzhi  | 1       | 2       | 0       | 7      | 4      | +3     | 103            | 5      |
| 3    | Ross Muir     | 0       | 2       | 1       | 4      | 7      | −3     | 66             | 2      |
| 4    | Ashley Carty  | 0       | 1       | 2       | 3      | 8      | −5     | 65             | 1      |

Einzelergebnisse
| Spiel | Spieler 1     | Ergebnis | Spieler 2    |
| ----- | ------------- | -------- | ------------ |
| 1     | Jack Lisowski | 13:13    | Ashley Carty |
| 2     | Gong Chenzhi  | 2:2      | Ross Muir    |
| 3     | Jack Lisowski | 03:03    | Ross Muir    |
| 4     | Gong Chenzhi  | 03:03    | Ashley Carty |
| 5     | Jack Lisowski | 2:2      | Gong Chenzhi |
| 6     | Ross Muir     | 2:2      | Ashley Carty |

Gruppe 14
Die Spiele der 14. Gruppe fanden am 8. Juli statt. Außenseiter Jiang Jun hatte nach seinem Sieg über Pang Junxu beste Chancen auf eine Überraschung, doch er vergab im letzten Spiel und Pang profitierte.
| Pos. | Spieler      | Partien | Partien | Partien | Frames | Frames | Frames | Höchstes Break | Punkte |
| Pos. | Spieler      | G       | U       | V       | G      | V      | ±      | Höchstes Break | Punkte |
| ---- | ------------ | ------- | ------- | ------- | ------ | ------ | ------ | -------------- | ------ |
| 1    | Pang Junxu   | 2       | 0       | 1       | 7      | 3      | +4     | 136            | 6      |
| 2    | Jiang Jun    | 1       | 1       | 1       | 6      | 6      | ±0     | 123            | 4      |
| 3    | Oliver Lines | 1       | 1       | 1       | 5      | 5      | ±0     | 74             | 4      |
| 4    | Dean Young   | 1       | 0       | 2       | 3      | 7      | −4     | 84             | 3      |

Einzelergebnisse
| Spiel | Spieler 1    | Ergebnis | Spieler 2    |
| ----- | ------------ | -------- | ------------ |
| 1     | Pang Junxu   | 03:03    | Dean Young   |
| 2     | Oliver Lines | 2:2      | Jiang Jun    |
| 3     | Pang Junxu   | 31:31    | Jiang Jun    |
| 4     | Oliver Lines | 03:03    | Dean Young   |
| 5     | Pang Junxu   | 03:03    | Oliver Lines |
| 6     | Jiang Jun    | 31:31    | Dean Young   |

Gruppe 15
Die Spiele der 15. Gruppe fanden am 30. Juni statt. Favorit Stephen Maguire setzte sich ungefährdet mit drei Siegen und nur einem verlorenen Frame durch.
| Pos. | Spieler         | Partien | Partien | Partien | Frames | Frames | Frames | Höchstes Break | Punkte |
| Pos. | Spieler         | G       | U       | V       | G      | V      | ±      | Höchstes Break | Punkte |
| ---- | --------------- | ------- | ------- | ------- | ------ | ------ | ------ | -------------- | ------ |
| 1    | Stephen Maguire | 3       | 0       | 0       | 9      | 1      | +8     | 119            | 9      |
| 2    | Michael Holt    | 1       | 1       | 1       | 5      | 5      | ±0     | 89             | 4      |
| 3    | Liam Graham     | 0       | 2       | 1       | 4      | 7      | −3     | 39             | 2      |
| 4    | James Cahill    | 0       | 1       | 2       | 3      | 8      | −5     | 71             | 1      |

Einzelergebnisse
| Spiel | Spieler 1       | Ergebnis | Spieler 2    |
| ----- | --------------- | -------- | ------------ |
| 1     | Stephen Maguire | 13:13    | James Cahill |
| 2     | Michael Holt    | 2:2      | Liam Graham  |
| 3     | Stephen Maguire | 03:03    | Liam Graham  |
| 4     | Michael Holt    | 03:03    | James Cahill |
| 5     | Stephen Maguire | 03:03    | Michael Holt |
| 6     | Liam Graham     | 2:2      | James Cahill |

Gruppe 16
Die Spiele der 16. Gruppe fanden am 16. Juli statt. Mit Joe O’Connor siegte ein weiterer Favorit klar und unangefochten, nur einen Frame gab er in drei Partien ab.
| Pos. | Spieler       | Partien | Partien | Partien | Frames | Frames | Frames | Höchstes Break | Punkte |
| Pos. | Spieler       | G       | U       | V       | G      | V      | ±      | Höchstes Break | Punkte |
| ---- | ------------- | ------- | ------- | ------- | ------ | ------ | ------ | -------------- | ------ |
| 1    | Joe O’Connor  | 3       | 0       | 0       | 9      | 1      | +8     | 116            | 9      |
| 2    | Zak Surety    | 2       | 0       | 1       | 6      | 4      | +2     | 110            | 6      |
| 3    | Liam Pullen   | 1       | 0       | 2       | 3      | 7      | −4     | 77             | 3      |
| 4    | Andrew Pagett | 0       | 0       | 3       | 3      | 9      | −6     | 78             | 0      |

Einzelergebnisse
| Spiel | Spieler 1    | Ergebnis | Spieler 2     |
| ----- | ------------ | -------- | ------------- |
| 1     | Joe O’Connor | 13:13    | Andrew Pagett |
| 2     | Zak Surety   | 03:03    | Liam Pullen   |
| 3     | Joe O’Connor | 03:03    | Liam Pullen   |
| 4     | Zak Surety   | 13:13    | Andrew Pagett |
| 5     | Joe O’Connor | 03:03    | Zak Surety    |
| 6     | Liam Pullen  | 13:13    | Andrew Pagett |

Gruppe 17
Die Spiele der 17. Gruppe fanden am 5. Juli statt. Mit Elliot Slessor setzte sich ein weiterer Favorit mit drei Siegen durch.
| Pos. | Spieler        | Partien | Partien | Partien | Frames | Frames | Frames | Höchstes Break | Punkte |
| Pos. | Spieler        | G       | U       | V       | G      | V      | ±      | Höchstes Break | Punkte |
| ---- | -------------- | ------- | ------- | ------- | ------ | ------ | ------ | -------------- | ------ |
| 1    | Elliot Slessor | 3       | 0       | 0       | 9      | 2      | +7     | 113            | 9      |
| 2    | Oliver Brown   | 1       | 1       | 1       | 5      | 5      | ±0     | 65             | 4      |
| 3    | Stan Moody     | 0       | 2       | 1       | 5      | 7      | −2     | 97             | 2      |
| 4    | Mark Lloyd     | 0       | 1       | 2       | 3      | 8      | −5     | 95             | 1      |

Einzelergebnisse
| Spiel | Spieler 1      | Ergebnis | Spieler 2    |
| ----- | -------------- | -------- | ------------ |
| 1     | Elliot Slessor | 13:13    | Mark Lloyd   |
| 2     | Stan Moody     | 2:2      | Oliver Brown |
| 3     | Elliot Slessor | 03:03    | Oliver Brown |
| 4     | Stan Moody     | 2:2      | Mark Lloyd   |
| 5     | Elliot Slessor | 13:13    | Stan Moody   |
| 6     | Oliver Brown   | 03:03    | Mark Lloyd   |

Gruppe 18
Die Spiele der 18. Gruppe fanden am 2. Juli statt. Yuan Sijun feierte einen souveränen Favoritensieg ohne Frameverlust und mit drei Centurys in einem Match.
| Pos. | Spieler               | Partien | Partien | Partien | Frames | Frames | Frames | Höchstes Break | Punkte |
| Pos. | Spieler               | G       | U       | V       | G      | V      | ±      | Höchstes Break | Punkte |
| ---- | --------------------- | ------- | ------- | ------- | ------ | ------ | ------ | -------------- | ------ |
| 1    | Yuan Sijun            | 3       | 0       | 0       | 9      | 0      | +9     | 123            | 9      |
| 2    | Stuart Carrington     | 1       | 1       | 1       | 5      | 6      | −1     | 73             | 4      |
| 3    | Sanderson Lam         | 0       | 2       | 1       | 4      | 7      | −3     | 89             | 2      |
| 4    | Alexander Ursenbacher | 0       | 1       | 2       | 3      | 8      | −5     | 73             | 1      |

Einzelergebnisse
| Spiel | Spieler 1             | Ergebnis | Spieler 2             |
| ----- | --------------------- | -------- | --------------------- |
| 1     | Yuan Sijun            | 03:03    | Stuart Carrington     |
| 2     | Sanderson Lam         | 2:2      | Alexander Ursenbacher |
| 3     | Yuan Sijun            | 03:03    | Alexander Ursenbacher |
| 4     | Sanderson Lam         | 2:2      | Stuart Carrington     |
| 5     | Yuan Sijun            | 03:03    | Sanderson Lam         |
| 6     | Alexander Ursenbacher | 31:31    | Stuart Carrington     |

Gruppe 19
Die Spiele der 19. Gruppe fanden am 9. Juli statt. Weil sich die Gegner gegenseitig die Punkte wegnahmen, konnte sich der Favorit Lei Peifan im letzten Spiel mit einem Unentschieden begnügen.
| Pos. | Spieler            | Partien | Partien | Partien | Frames | Frames | Frames | Höchstes Break | Punkte |
| Pos. | Spieler            | G       | U       | V       | G      | V      | ±      | Höchstes Break | Punkte |
| ---- | ------------------ | ------- | ------- | ------- | ------ | ------ | ------ | -------------- | ------ |
| 1    | Lei Peifan         | 2       | 1       | 0       | 8      | 3      | +5     | 120            | 7      |
| 2    | Long Zehuang       | 1       | 1       | 1       | 6      | 5      | +1     | 117            | 4      |
| 3    | Ryan Davies        | 1       | 0       | 2       | 5      | 7      | −2     | 92             | 3      |
| 4    | Mateusz Baranowski | 1       | 0       | 2       | 3      | 7      | −4     | 71             | 3      |

Einzelergebnisse
| Spiel | Spieler 1          | Ergebnis | Spieler 2          |
| ----- | ------------------ | -------- | ------------------ |
| 1     | Lei Peifan         | 13:13    | Ryan Davies        |
| 2     | Long Zehuang       | 03:03    | Mateusz Baranowski |
| 3     | Lei Peifan         | 03:03    | Mateusz Baranowski |
| 4     | Long Zehuang       | 31:31    | Ryan Davies        |
| 5     | Lei Peifan         | 2:2      | Long Zehuang       |
| 6     | Mateusz Baranowski | 13:13    | Ryan Davies        |

Gruppe 20
Die Spiele der 20. Gruppe fanden am 14. Juli statt. Zhou Yuelong ließ aus und verlor gleich zwei Partien. Die Schwäche des Favoriten nutzte die Nummer 2 David Lilley, der mit zwei Siegen den Gruppensieg holte.
| Pos. | Spieler       | Partien | Partien | Partien | Frames | Frames | Frames | Höchstes Break | Punkte |
| Pos. | Spieler       | G       | U       | V       | G      | V      | ±      | Höchstes Break | Punkte |
| ---- | ------------- | ------- | ------- | ------- | ------ | ------ | ------ | -------------- | ------ |
| 1    | David Lilley  | 2       | 1       | 0       | 8      | 3      | +5     | 128            | 7      |
| 2    | Ashley Hugill | 1       | 2       | 0       | 7      | 5      | +2     | 100            | 5      |
| 3    | Zhou Yuelong  | 1       | 0       | 2       | 5      | 7      | −2     | 84             | 3      |
| 4    | David Grace   | 0       | 1       | 2       | 3      | 8      | −5     | 83             | 1      |

Einzelergebnisse
| Spiel | Spieler 1    | Ergebnis | Spieler 2     |
| ----- | ------------ | -------- | ------------- |
| 1     | Zhou Yuelong | 31:31    | Ashley Hugill |
| 2     | David Lilley | 03:03    | David Grace   |
| 3     | Zhou Yuelong | 13:13    | David Grace   |
| 4     | David Lilley | 2:2      | Ashley Hugill |
| 5     | Zhou Yuelong | 31:31    | David Lilley  |
| 6     | David Grace  | 2:2      | Ashley Hugill |

Gruppe 21
Die Spiele der 21. Gruppe fanden am 11. Juli statt. Noppon Saengkham konnte trotz Favoritenrolle keine seiner Partien gewinnen. Nutznießer war Liu Hongyu, der die übrigen Konkurrenten schlug und sich das Weiterkommen in die Zwischenrunde sicherte.
| Pos. | Spieler          | Partien | Partien | Partien | Frames | Frames | Frames | Höchstes Break | Punkte |
| Pos. | Spieler          | G       | U       | V       | G      | V      | ±      | Höchstes Break | Punkte |
| ---- | ---------------- | ------- | ------- | ------- | ------ | ------ | ------ | -------------- | ------ |
| 1    | Liu Hongyu       | 2       | 1       | 0       | 8      | 3      | +5     | 133            | 7      |
| 2    | Ian Burns        | 1       | 1       | 1       | 5      | 5      | ±0     | 72             | 4      |
| 3    | Noppon Saengkham | 0       | 3       | 0       | 6      | 6      | ±0     | 96             | 3      |
| 4    | Patrick Whelan   | 0       | 1       | 2       | 3      | 8      | −5     | 78             | 1      |

Einzelergebnisse
| Spiel | Spieler 1        | Ergebnis | Spieler 2      |
| ----- | ---------------- | -------- | -------------- |
| 1     | Noppon Saengkham | 2:2      | Patrick Whelan |
| 2     | Liu Hongyu       | 03:03    | Ian Burns      |
| 3     | Noppon Saengkham | 2:2      | Ian Burns      |
| 4     | Liu Hongyu       | 13:13    | Patrick Whelan |
| 5     | Noppon Saengkham | 2:2      | Liu Hongyu     |
| 6     | Ian Burns        | 03:03    | Patrick Whelan |

Gruppe 22
Die Spiele der 22. Gruppe fanden am 1. Juli statt. Matthew Selt setzte sich als Favorit ohne Punktverlust durch. Der deutsche Meister Umut Dikme kam überraschend als Amateur auf Platz 2.
| Pos. | Spieler         | Partien | Partien | Partien | Frames | Frames | Frames | Höchstes Break | Punkte |
| Pos. | Spieler         | G       | U       | V       | G      | V      | ±      | Höchstes Break | Punkte |
| ---- | --------------- | ------- | ------- | ------- | ------ | ------ | ------ | -------------- | ------ |
| 1    | Matthew Selt    | 3       | 0       | 0       | 9      | 3      | +6     | 119            | 9      |
| 2    | Umut Dikme      | 1       | 1       | 1       | 6      | 5      | +1     | 107            | 4      |
| 3    | Scott Donaldson | 1       | 1       | 1       | 6      | 6      | ±0     | 89             | 4      |
| 4    | Fergal Quinn    | 0       | 0       | 3       | 2      | 9      | −7     | 77             | 0      |

Einzelergebnisse
| Spiel | Spieler 1       | Ergebnis | Spieler 2       |
| ----- | --------------- | -------- | --------------- |
| 1     | Matthew Selt    | 13:13    | Umut Dikme      |
| 2     | Scott Donaldson | 13:13    | Fergal Quinn    |
| 3     | Matthew Selt    | 13:13    | Fergal Quinn    |
| 4     | Scott Donaldson | 2:2      | Umut Dikme      |
| 5     | Matthew Selt    | 13:13    | Scott Donaldson |
| 6     | Fergal Quinn    | 30:30    | Umut Dikme      |

Gruppe 23
Die Spiele der 23. Gruppe fanden am 10. Juli statt. Mit dem 3:0-Auftaktsieg gegen Gruppenfavorit Jimmy Robertson stellte Sam Craigie die Weichen, mit zwei Unentschieden hielt er die übrige Konkurrenz hinter sich und sicherte sich um einen Frame den ersten Platz.
| Pos. | Spieler         | Partien | Partien | Partien | Frames | Frames | Frames | Höchstes Break | Punkte |
| Pos. | Spieler         | G       | U       | V       | G      | V      | ±      | Höchstes Break | Punkte |
| ---- | --------------- | ------- | ------- | ------- | ------ | ------ | ------ | -------------- | ------ |
| 1    | Sam Craigie     | 1       | 2       | 0       | 7      | 4      | +3     | 101            | 5      |
| 2    | Mark Davis      | 1       | 2       | 0       | 7      | 5      | +2     | 101            | 5      |
| 3    | Jimmy Robertson | 1       | 1       | 1       | 5      | 5      | ±0     | 92             | 4      |
| 4    | Connor Benzey   | 0       | 1       | 2       | 3      | 8      | −5     | 57             | 1      |

Einzelergebnisse
| Spiel | Spieler 1       | Ergebnis | Spieler 2     |
| ----- | --------------- | -------- | ------------- |
| 1     | Jimmy Robertson | 30:30    | Sam Craigie   |
| 2     | Mark Davis      | 13:13    | Connor Benzey |
| 3     | Jimmy Robertson | 03:03    | Connor Benzey |
| 4     | Mark Davis      | 2:2      | Sam Craigie   |
| 5     | Jimmy Robertson | 2:2      | Mark Davis    |
| 6     | Connor Benzey   | 2:2      | Sam Craigie   |

Gruppe 24
Die Spiele der 24. Gruppe fanden am 15. Juli statt. Tourneuling Liu Wenwei setzte sich im Duell gegen beide Favoriten durch und schaffte einen der wenigen Außenseitersiege der ersten Runde.
| Pos. | Spieler           | Partien | Partien | Partien | Frames | Frames | Frames | Höchstes Break | Punkte |
| Pos. | Spieler           | G       | U       | V       | G      | V      | ±      | Höchstes Break | Punkte |
| ---- | ----------------- | ------- | ------- | ------- | ------ | ------ | ------ | -------------- | ------ |
| 1    | Liu Wenwei        | 2       | 1       | 0       | 8      | 3      | +5     | 134            | 7      |
| 2    | Jackson Page      | 1       | 1       | 1       | 6      | 6      | ±0     | 98             | 4      |
| 3    | Zack Richardson 1 | 0       | 3       | 0       | 6      | 6      | ±0     | 51             | 3      |
| 4    | Jordan Brown      | 0       | 1       | 2       | 3      | 8      | −5     | 69             | 1      |

Einzelergebnisse
| Spiel | Spieler 1    | Ergebnis | Spieler 2       |
| ----- | ------------ | -------- | --------------- |
| 1     | Jackson Page | 2:2      | Zack Richardson |
| 2     | Jordan Brown | 30:30    | Liu Wenwei      |
| 3     | Jackson Page | 31:31    | Liu Wenwei      |
| 4     | Jordan Brown | 2:2      | Zack Richardson |
| 5     | Jackson Page | 13:13    | Jordan Brown    |
| 6     | Liu Wenwei   | 2:2      | Zack Richardson |

Gruppe 25
Die Spiele der 25. Gruppe fanden am 2. Juli statt. Im direkten Duell im letzten Spiel fiel die Entscheidung: Matthew Stevens sicherte sich mit einem 3:1 über Ryan Day das Weiterkommen in die Zwischenrunde.
| Pos. | Spieler         | Partien | Partien | Partien | Frames | Frames | Frames | Höchstes Break | Punkte |
| Pos. | Spieler         | G       | U       | V       | G      | V      | ±      | Höchstes Break | Punkte |
| ---- | --------------- | ------- | ------- | ------- | ------ | ------ | ------ | -------------- | ------ |
| 1    | Matthew Stevens | 2       | 1       | 0       | 8      | 3      | +5     | 80             | 7      |
| 2    | Ryan Day        | 2       | 0       | 1       | 7      | 5      | +2     | 138            | 6      |
| 3    | Lan Yuhao       | 1       | 1       | 1       | 6      | 6      | ±0     | 142            | 4      |
| 4    | Xu Yichen       | 0       | 0       | 3       | 2      | 9      | −7     | 120            | 0      |

Einzelergebnisse
| Spiel | Spieler 1       | Ergebnis | Spieler 2       |
| ----- | --------------- | -------- | --------------- |
| 1     | Ryan Day        | 13:13    | Lan Yuhao       |
| 2     | Matthew Stevens | 03:03    | Xu Yichen       |
| 3     | Ryan Day        | 13:13    | Xu Yichen       |
| 4     | Matthew Stevens | 2:2      | Lan Yuhao       |
| 5     | Ryan Day        | 31:31    | Matthew Stevens |
| 6     | Xu Yichen       | 31:31    | Lan Yuhao       |

Gruppe 26
Die Spiele der 26. Gruppe fanden am 30. Juni statt. Mit Yao Pengcheng setzte sich ein Außenseiter und Tourneuling durch. Er blieb in einer ausgeglichenen Gruppe als Einziger ungeschlagen.
| Pos. | Spieler       | Partien | Partien | Partien | Frames | Frames | Frames | Höchstes Break | Punkte |
| Pos. | Spieler       | G       | U       | V       | G      | V      | ±      | Höchstes Break | Punkte |
| ---- | ------------- | ------- | ------- | ------- | ------ | ------ | ------ | -------------- | ------ |
| 1    | Yao Pengcheng | 1       | 2       | 0       | 7      | 5      | +2     | 58             | 5      |
| 2    | Jamie Jones   | 1       | 1       | 1       | 6      | 6      | ±0     | 86             | 4      |
| 3    | Lü Haotian    | 1       | 1       | 1       | 6      | 6      | ±0     | 95             | 4      |
| 4    | Zhao Hanyang  | 0       | 2       | 1       | 5      | 7      | −2     | 55             | 2      |

Einzelergebnisse
| Spiel | Spieler 1    | Ergebnis | Spieler 2     |
| ----- | ------------ | -------- | ------------- |
| 1     | Lü Haotian   | 2:2      | Yao Pengcheng |
| 2     | Jamie Jones  | 2:2      | Zhao Hanyang  |
| 3     | Lü Haotian   | 13:13    | Zhao Hanyang  |
| 4     | Jamie Jones  | 31:31    | Yao Pengcheng |
| 5     | Lü Haotian   | 31:31    | Jamie Jones   |
| 6     | Zhao Hanyang | 2:2      | Yao Pengcheng |

Gruppe 27
Die Spiele der 27. Gruppe fanden am 17. Juli statt. Überraschend klar mit 3:0 gewann Dylan Emery das „Endspiel“ um den Gruppensieg und der bis dahin ohne Frameverlust gebliebene Favorit Aaron Hill hatte das Nachsehen.
| Pos. | Spieler        | Partien | Partien | Partien | Frames | Frames | Frames | Höchstes Break | Punkte |
| Pos. | Spieler        | G       | U       | V       | G      | V      | ±      | Höchstes Break | Punkte |
| ---- | -------------- | ------- | ------- | ------- | ------ | ------ | ------ | -------------- | ------ |
| 1    | Dylan Emery    | 2       | 1       | 0       | 8      | 2      | +6     | 126            | 7      |
| 2    | Aaron Hill     | 2       | 0       | 1       | 6      | 3      | +3     | 130            | 6      |
| 3    | Gary Thomson 2 | 1       | 0       | 2       | 3      | 7      | −4     | 33             | 3      |
| 4    | Sahil Nayyar   | 0       | 1       | 2       | 3      | 8      | −5     | 39             | 1      |

Einzelergebnisse
| Spiel | Spieler 1    | Ergebnis | Spieler 2    |
| ----- | ------------ | -------- | ------------ |
| 1     | Aaron Hill   | 03:03    | Gary Thomson |
| 2     | Dylan Emery  | 2:2      | Sahil Nayyar |
| 3     | Aaron Hill   | 03:03    | Sahil Nayyar |
| 4     | Dylan Emery  | 03:03    | Gary Thomson |
| 5     | Aaron Hill   | 30:30    | Dylan Emery  |
| 6     | Sahil Nayyar | 31:31    | Gary Thomson |

Gruppe 28
Die Spiele der 28. Gruppe fanden am 3. Juli statt. Weil sich die Konkurrenten gegenseitig die Punkte wegnahmen, hatte Ricky Walden relativ leichtes Spiel, den Gruppensieg zu erringen.
| Pos. | Spieler          | Partien | Partien | Partien | Frames | Frames | Frames | Höchstes Break | Punkte |
| Pos. | Spieler          | G       | U       | V       | G      | V      | ±      | Höchstes Break | Punkte |
| ---- | ---------------- | ------- | ------- | ------- | ------ | ------ | ------ | -------------- | ------ |
| 1    | Ricky Walden     | 2       | 1       | 0       | 8      | 4      | +4     | 143            | 7      |
| 2    | Chang Bingyu     | 1       | 1       | 1       | 6      | 5      | +1     | 102            | 4      |
| 3    | Robert Milkins   | 0       | 2       | 1       | 5      | 7      | −2     | 137            | 2      |
| 4    | Steven Hallworth | 0       | 2       | 1       | 4      | 7      | −3     | 79             | 2      |

Einzelergebnisse
| Spiel | Spieler 1        | Ergebnis | Spieler 2        |
| ----- | ---------------- | -------- | ---------------- |
| 1     | Ricky Walden     | 13:13    | Chang Bingyu     |
| 2     | Robert Milkins   | 2:2      | Steven Hallworth |
| 3     | Ricky Walden     | 2:2      | Steven Hallworth |
| 4     | Robert Milkins   | 2:2      | Chang Bingyu     |
| 5     | Ricky Walden     | 13:13    | Robert Milkins   |
| 6     | Steven Hallworth | 30:30    | Chang Bingyu     |

Gruppe 29
Die Spiele der 29. Gruppe fanden am 17. Juli statt. Trotz eines Maximum Breaks im letzten Spiel konnte Fan Zhengyi den Favoriten Xu Si nicht gefährden, der sich ungeschlagen den Gruppensieg holte.
| Pos. | Spieler           | Partien | Partien | Partien | Frames | Frames | Frames | Höchstes Break | Punkte |
| Pos. | Spieler           | G       | U       | V       | G      | V      | ±      | Höchstes Break | Punkte |
| ---- | ----------------- | ------- | ------- | ------- | ------ | ------ | ------ | -------------- | ------ |
| 1    | Xu Si             | 2       | 1       | 0       | 8      | 3      | +5     | 100            | 7      |
| 2    | Liam Highfield    | 2       | 0       | 1       | 7      | 5      | +2     | 86             | 6      |
| 3    | Fan Zhengyi       | 0       | 2       | 1       | 5      | 7      | −2     | 147            | 2      |
| 4    | Michał Szubarczyk | 0       | 1       | 2       | 3      | 8      | −5     | 91             | 1      |

Einzelergebnisse
| Spiel | Spieler 1      | Ergebnis | Spieler 2         |
| ----- | -------------- | -------- | ----------------- |
| 1     | Xu Si          | 03:03    | Michał Szubarczyk |
| 2     | Fan Zhengyi    | 31:31    | Liam Highfield    |
| 3     | Xu Si          | 13:13    | Liam Highfield    |
| 4     | Fan Zhengyi    | 2:2      | Michał Szubarczyk |
| 5     | Xu Si          | 2:2      | Fan Zhengyi       |
| 6     | Liam Highfield | 13:13    | Michał Szubarczyk |

Gruppe 30
Die Spiele der 30. Gruppe fanden am 12. Juli statt. Ben Woollaston hätte im letzten Spiel ein Unentschieden genügt, doch Robbie Williams behielt mit 3:1 die Oberhand, er zog vorbei und in die Zwischenrunde ein.
| Pos. | Spieler         | Partien | Partien | Partien | Frames | Frames | Frames | Höchstes Break | Punkte |
| Pos. | Spieler         | G       | U       | V       | G      | V      | ±      | Höchstes Break | Punkte |
| ---- | --------------- | ------- | ------- | ------- | ------ | ------ | ------ | -------------- | ------ |
| 1    | Robbie Williams | 2       | 1       | 0       | 8      | 3      | +5     | 110            | 7      |
| 2    | Ben Woollaston  | 2       | 0       | 1       | 7      | 5      | +2     | 108            | 6      |
| 3    | Florian Nüßle   | 1       | 0       | 2       | 4      | 7      | −3     | 100            | 3      |
| 4    | Iulian Boiko    | 0       | 1       | 2       | 4      | 8      | −4     | 103            | 1      |

Einzelergebnisse
| Spiel | Spieler 1       | Ergebnis | Spieler 2       |
| ----- | --------------- | -------- | --------------- |
| 1     | Ben Woollaston  | 13:13    | Iulian Boiko    |
| 2     | Robbie Williams | 03:03    | Florian Nüßle   |
| 3     | Ben Woollaston  | 13:13    | Florian Nüßle   |
| 4     | Robbie Williams | 2:2      | Iulian Boiko    |
| 5     | Ben Woollaston  | 31:31    | Robbie Williams |
| 6     | Florian Nüßle   | 13:13    | Iulian Boiko    |

Gruppe 31
Die Spiele der 31. Gruppe fanden am 15. Juli statt. Mit einem klaren 3:0 im Entscheidungsspiel über Martin O’Donnell sicherte sich Thepchaiya Un-Nooh als einziger Thailänder den Einzug in die Zwischenrunde.
| Pos. | Spieler            | Partien | Partien | Partien | Frames | Frames | Frames | Höchstes Break | Punkte |
| Pos. | Spieler            | G       | U       | V       | G      | V      | ±      | Höchstes Break | Punkte |
| ---- | ------------------ | ------- | ------- | ------- | ------ | ------ | ------ | -------------- | ------ |
| 1    | Thepchaiya Un-Nooh | 2       | 1       | 0       | 8      | 2      | +6     | 98             | 7      |
| 2    | Martin O’Donnell   | 2       | 0       | 1       | 6      | 4      | +2     | 109            | 6      |
| 3    | Gao Yang           | 1       | 1       | 1       | 6      | 6      | ±0     | 131            | 4      |
| 4    | Reanne Evans       | 0       | 0       | 3       | 1      | 9      | −8     | 41             | 0      |

Einzelergebnisse
| Spiel | Spieler 1          | Ergebnis | Spieler 2          |
| ----- | ------------------ | -------- | ------------------ |
| 1     | Martin O’Donnell   | 03:03    | Reanne Evans       |
| 2     | Thepchaiya Un-Nooh | 2:2      | Gao Yang           |
| 3     | Martin O’Donnell   | 13:13    | Gao Yang           |
| 4     | Thepchaiya Un-Nooh | 03:03    | Reanne Evans       |
| 5     | Martin O’Donnell   | 30:30    | Thepchaiya Un-Nooh |
| 6     | Gao Yang           | 13:13    | Reanne Evans       |

Gruppe 32
Die Spiele der 32. Gruppe fanden am 4. Juli statt. Ng On Yee gelang die ganz große Überraschung: Als erste Frau schaffte sie nicht nur in der Championship League, sondern überhaupt bei einem Ranglistenturnier den Sprung unter die Letzten 32. Es gelang keinem Spieler, sie zu besiegen und mit einem klaren 3:0 im letzten Spiel holte sie auch noch das entscheidende Frameverhältnis zum Weiterkommen.
| Pos. | Spieler       | Partien | Partien | Partien | Frames | Frames | Frames | Höchstes Break | Punkte |
| Pos. | Spieler       | G       | U       | V       | G      | V      | ±      | Höchstes Break | Punkte |
| ---- | ------------- | ------- | ------- | ------- | ------ | ------ | ------ | -------------- | ------ |
| 1    | Ng On Yee     | 1       | 2       | 0       | 7      | 4      | +3     | 57             | 5      |
| 2    | Daniel Wells  | 1       | 2       | 0       | 7      | 5      | +2     | 126            | 5      |
| 3    | He Guoqiang   | 1       | 1       | 1       | 6      | 5      | +1     | 88             | 4      |
| 4    | Leone Crowley | 0       | 1       | 2       | 2      | 8      | −6     | 134            | 1      |

Einzelergebnisse
| Spiel | Spieler 1     | Ergebnis | Spieler 2     |
| ----- | ------------- | -------- | ------------- |
| 1     | Daniel Wells  | 2:2      | Ng On Yee     |
| 2     | He Guoqiang   | 03:03    | Leone Crowley |
| 3     | Daniel Wells  | 2:2      | Leone Crowley |
| 4     | He Guoqiang   | 2:2      | Ng On Yee     |
| 5     | Daniel Wells  | 13:13    | He Guoqiang   |
| 6     | Leone Crowley | 30:30    | Ng On Yee     |

### Zwischenrunde
Die 32 Gruppensieger der Auftaktrunde wurden in 8 Gruppen aufgeteilt. Im Modus Jeder gegen jeden wurden 8 Gruppensieger ermittelt, die dann die Endrunde austragen. Die Spiele fanden vom 18. bis 22. Juli statt, an jedem Tag wurden zwei Gruppen entschieden.
Alle Gruppenspiele wurden im Modus Best of 4 ausgetragen.
Gruppe A
Die Spiele der Gruppe A fanden am 18. Juli statt. Mit Joe O’Connor setzte sich der bestplatzierte Spieler souverän durch, zwei Frames gab er ab, aber keinen Punkt.
| Pos. | Spieler        | Partien | Partien | Partien | Frames | Frames | Frames | Höchstes Break | Punkte |
| Pos. | Spieler        | G       | U       | V       | G      | V      | ±      | Höchstes Break | Punkte |
| ---- | -------------- | ------- | ------- | ------- | ------ | ------ | ------ | -------------- | ------ |
| 1    | Joe O’Connor   | 3       | 0       | 0       | 9      | 2      | +7     | 103            | 9      |
| 2    | Elliot Slessor | 1       | 1       | 1       | 6      | 6      | ±0     | 77             | 4      |
| 3    | Ng On Yee      | 1       | 0       | 2       | 4      | 7      | −3     | 113            | 3      |
| 4    | Haydon Pinhey  | 0       | 1       | 2       | 4      | 8      | −4     | 90             | 1      |

Einzelergebnisse
| Spiel | Spieler 1      | Ergebnis | Spieler 2      |
| ----- | -------------- | -------- | -------------- |
| 1     | Joe O’Connor   | 03:03    | Ng On Yee      |
| 2     | Elliot Slessor | 2:2      | Haydon Pinhey  |
| 3     | Joe O’Connor   | 13:13    | Haydon Pinhey  |
| 4     | Elliot Slessor | 13:13    | Ng On Yee      |
| 5     | Joe O’Connor   | 13:13    | Elliot Slessor |
| 6     | Haydon Pinhey  | 31:31    | Ng On Yee      |

Gruppe B
Die Spiele der Gruppe B fanden am 18. Juli statt. Die letzte Partie der Gruppe musste entscheiden und nicht der bestplatzierte verbliebene Spieler im Turnier Zhang Anda gewann, sondern Stephen Maguire sicherte sich mit 3:1 den Einzug in die Finalrunde.
| Pos. | Spieler            | Partien | Partien | Partien | Frames | Frames | Frames | Höchstes Break | Punkte |
| Pos. | Spieler            | G       | U       | V       | G      | V      | ±      | Höchstes Break | Punkte |
| ---- | ------------------ | ------- | ------- | ------- | ------ | ------ | ------ | -------------- | ------ |
| 1    | Stephen Maguire    | 2       | 1       | 0       | 8      | 4      | +4     | 84             | 7      |
| 2    | Zhang Anda         | 1       | 1       | 1       | 6      | 5      | +1     | 93             | 4      |
| 3    | Yuan Sijun         | 0       | 3       | 0       | 6      | 6      | ±0     | 88             | 3      |
| 4    | Thepchaiya Un-Nooh | 0       | 1       | 2       | 3      | 8      | −5     | 71             | 1      |

Einzelergebnisse
| Spiel | Spieler 1       | Ergebnis | Spieler 2          |
| ----- | --------------- | -------- | ------------------ |
| 1     | Zhang Anda      | 03:03    | Thepchaiya Un-Nooh |
| 2     | Stephen Maguire | 2:2      | Yuan Sijun         |
| 3     | Zhang Anda      | 2:2      | Yuan Sijun         |
| 4     | Stephen Maguire | 13:13    | Thepchaiya Un-Nooh |
| 5     | Zhang Anda      | 31:31    | Stephen Maguire    |
| 6     | Yuan Sijun      | 2:2      | Thepchaiya Un-Nooh |

Gruppe C
Die Spiele der Gruppe C fanden am 19. Juli statt. Robbie Williams hatte es selbst in der Hand, für eine Überraschung zu sorgen, doch im letzten Spiel ging er 0:3 unter. So wurde der Sieg im anderen Duell entschieden und er ging an den bestplatzierten Spieler der Gruppe, Pang Junxu.
| Pos. | Spieler         | Partien | Partien | Partien | Frames | Frames | Frames | Höchstes Break | Punkte |
| Pos. | Spieler         | G       | U       | V       | G      | V      | ±      | Höchstes Break | Punkte |
| ---- | --------------- | ------- | ------- | ------- | ------ | ------ | ------ | -------------- | ------ |
| 1    | Pang Junxu      | 2       | 0       | 1       | 6      | 5      | +1     | 132            | 6      |
| 2    | Alfie Burden    | 1       | 1       | 1       | 6      | 5      | +1     | 63             | 4      |
| 3    | Robbie Williams | 1       | 1       | 1       | 5      | 5      | ±0     | 93             | 4      |
| 4    | Lei Peifan      | 0       | 2       | 1       | 5      | 7      | −2     | 68             | 2      |

Einzelergebnisse
| Spiel | Spieler 1       | Ergebnis | Spieler 2       |
| ----- | --------------- | -------- | --------------- |
| 1     | Pang Junxu      | 13:13    | Alfie Burden    |
| 2     | Lei Peifan      | 2:2      | Robbie Williams |
| 3     | Pang Junxu      | 30:30    | Robbie Williams |
| 4     | Lei Peifan      | 2:2      | Alfie Burden    |
| 5     | Pang Junxu      | 13:13    | Lei Peifan      |
| 6     | Robbie Williams | 30:30    | Alfie Burden    |

Gruppe D
Die Spiele der Gruppe D fanden am 19. Juli statt. Jack Lisowski enttäuschte und blieb ohne Sieg. Der am zweithöchsten platzierte Spieler Xu Si erledigte dagegen seine ersten beiden Aufgaben souverän und brauchte dann nur noch ein Remis gegen den Favoriten zum Finalrundeneinzug.
| Pos. | Spieler         | Partien | Partien | Partien | Frames | Frames | Frames | Höchstes Break | Punkte |
| Pos. | Spieler         | G       | U       | V       | G      | V      | ±      | Höchstes Break | Punkte |
| ---- | --------------- | ------- | ------- | ------- | ------ | ------ | ------ | -------------- | ------ |
| 1    | Xu Si           | 2       | 1       | 0       | 8      | 2      | +6     | 102            | 7      |
| 2    | David Lilley    | 1       | 1       | 1       | 5      | 5      | ±0     | 92             | 4      |
| 3    | Jack Lisowski   | 0       | 2       | 1       | 4      | 7      | −3     | 69             | 2      |
| 4    | Artemijs Žižins | 0       | 2       | 1       | 4      | 7      | −3     | 68             | 2      |

Einzelergebnisse
| Spiel | Spieler 1     | Ergebnis | Spieler 2       |
| ----- | ------------- | -------- | --------------- |
| 1     | Jack Lisowski | 2:2      | Artemijs Žižins |
| 2     | Xu Si         | 03:03    | David Lilley    |
| 3     | Jack Lisowski | 30:30    | David Lilley    |
| 4     | Xu Si         | 03:03    | Artemijs Žižins |
| 5     | Jack Lisowski | 2:2      | Xu Si           |
| 6     | David Lilley  | 2:2      | Artemijs Žižins |

Gruppe E
Die Spiele der Gruppe E fanden am 21. Juli statt. Das letzte Spiel entschied über den Gruppensieg, doch nicht das der beiden Topspieler, sondern das der beiden Außenseiter. Ricky Walden entschied das Spiel gegen Liu Hongyu für sich und sicherte sich die Teilnahme an der Entscheidungsphase des Turniers.
| Pos. | Spieler       | Partien | Partien | Partien | Frames | Frames | Frames | Höchstes Break | Punkte |
| Pos. | Spieler       | G       | U       | V       | G      | V      | ±      | Höchstes Break | Punkte |
| ---- | ------------- | ------- | ------- | ------- | ------ | ------ | ------ | -------------- | ------ |
| 1    | Ricky Walden  | 2       | 1       | 0       | 8      | 4      | +4     | 116            | 7      |
| 2    | Liu Hongyu    | 1       | 1       | 1       | 6      | 6      | ±0     | 63             | 4      |
| 3    | David Gilbert | 1       | 0       | 2       | 5      | 6      | −1     | 114            | 3      |
| 4    | Chris Wakelin | 0       | 2       | 1       | 4      | 7      | −3     | 79             | 2      |

Einzelergebnisse
| Spiel | Spieler 1     | Ergebnis | Spieler 2     |
| ----- | ------------- | -------- | ------------- |
| 1     | Chris Wakelin | 2:2      | Liu Hongyu    |
| 2     | David Gilbert | 31:31    | Ricky Walden  |
| 3     | Chris Wakelin | 2:2      | Ricky Walden  |
| 4     | David Gilbert | 31:31    | Liu Hongyu    |
| 5     | Chris Wakelin | 30:30    | David Gilbert |
| 6     | Ricky Walden  | 13:13    | Liu Hongyu    |

Gruppe F
Die Spiele der Gruppe F fanden am 21. Juli statt. Stuart Bingham als bestplatzierter Spieler enttäuschte komplett und wurde Letzter. Weil Matthew Selt gegen ihn mit 3:0 gewann, Liam Davies aber nur ein 3:1 schaffte, lag der Engländer am Ende um einen Frame vorne und erreichte die Finalrunde.
| Pos. | Spieler        | Partien | Partien | Partien | Frames | Frames | Frames | Höchstes Break | Punkte |
| Pos. | Spieler        | G       | U       | V       | G      | V      | ±      | Höchstes Break | Punkte |
| ---- | -------------- | ------- | ------- | ------- | ------ | ------ | ------ | -------------- | ------ |
| 1    | Matthew Selt   | 2       | 1       | 0       | 8      | 3      | +5     | 75             | 7      |
| 2    | Liam Davies    | 2       | 1       | 0       | 8      | 4      | +4     | 126            | 7      |
| 3    | Dylan Emery    | 0       | 1       | 2       | 4      | 8      | −4     | 73             | 1      |
| 4    | Stuart Bingham | 0       | 1       | 2       | 3      | 8      | −5     | 115            | 1      |

Einzelergebnisse
| Spiel | Spieler 1      | Ergebnis | Spieler 2    |
| ----- | -------------- | -------- | ------------ |
| 1     | Stuart Bingham | 2:2      | Dylan Emery  |
| 2     | Matthew Selt   | 2:2      | Liam Davies  |
| 3     | Stuart Bingham | 31:31    | Liam Davies  |
| 4     | Matthew Selt   | 13:13    | Dylan Emery  |
| 5     | Stuart Bingham | 30:30    | Matthew Selt |
| 6     | Liam Davies    | 13:13    | Dylan Emery  |

Gruppe G
Die Spiele der Gruppe G fanden am 22. Juli statt. Zum ersten Mal waren in der Championship League bei allen vier Spielern Punkt- und Framezahlen gleich und nur die Breakpunktzahl entschied über die Platzierungen. Ben Mertens profitierte davon mit dem einzigen Century in der Gruppe.
| Pos. | Spieler       | Partien | Partien | Partien | Frames | Frames | Frames | Höchstes Break | Punkte |
| Pos. | Spieler       | G       | U       | V       | G      | V      | ±      | Höchstes Break | Punkte |
| ---- | ------------- | ------- | ------- | ------- | ------ | ------ | ------ | -------------- | ------ |
| 1    | Ben Mertens   | 1       | 1       | 1       | 5      | 5      | ±0     | 111            | 4      |
| 2    | Sam Craigie   | 1       | 1       | 1       | 5      | 5      | ±0     | 90             | 4      |
| 3    | Amir Sarkhosh | 1       | 1       | 1       | 5      | 5      | ±0     | 69             | 4      |
| 4    | Yao Pengcheng | 1       | 1       | 1       | 5      | 5      | ±0     | 67             | 4      |

Einzelergebnisse
| Spiel | Spieler 1     | Ergebnis | Spieler 2     |
| ----- | ------------- | -------- | ------------- |
| 1     | Ben Mertens   | 03:03    | Yao Pengcheng |
| 2     | Sam Craigie   | 03:03    | Amir Sarkhosh |
| 3     | Ben Mertens   | 30:30    | Amir Sarkhosh |
| 4     | Sam Craigie   | 30:30    | Yao Pengcheng |
| 5     | Ben Mertens   | 2:2      | Sam Craigie   |
| 6     | Amir Sarkhosh | 2:2      | Yao Pengcheng |

Gruppe H
Die Spiele der Gruppe H fanden am 22. Juli statt. Mit Tom Ford setzte sich der bestplatzierte Spieler durch, auch wenn es sich erst im letzten Spiel entschied.
| Pos. | Spieler         | Partien | Partien | Partien | Frames | Frames | Frames | Höchstes Break | Punkte |
| Pos. | Spieler         | G       | U       | V       | G      | V      | ±      | Höchstes Break | Punkte |
| ---- | --------------- | ------- | ------- | ------- | ------ | ------ | ------ | -------------- | ------ |
| 1    | Tom Ford        | 2       | 1       | 0       | 8      | 3      | +5     | 132            | 7      |
| 2    | Matthew Stevens | 1       | 2       | 0       | 7      | 5      | +2     | 116            | 5      |
| 3    | Wu Yize         | 1       | 1       | 1       | 6      | 6      | ±0     | 132            | 4      |
| 4    | Liu Wenwei      | 0       | 0       | 3       | 2      | 9      | −7     | 65             | 0      |

Einzelergebnisse
| Spiel | Spieler 1       | Ergebnis | Spieler 2       |
| ----- | --------------- | -------- | --------------- |
| 1     | Tom Ford        | 03:03    | Liu Wenwei      |
| 2     | Wu Yize         | 2:2      | Matthew Stevens |
| 3     | Tom Ford        | 2:2      | Matthew Stevens |
| 4     | Wu Yize         | 13:13    | Liu Wenwei      |
| 5     | Tom Ford        | 13:13    | Wu Yize         |
| 6     | Matthew Stevens | 13:13    | Liu Wenwei      |

### Endrunde
Die 8 Gruppensieger der Zwischenrunde wurden in zwei Gruppen aufgeteilt. Im Modus Jeder gegen jeden wurden an parallelen Tischen die beiden Gruppensieger ermittelt, die dann das Finalmatch austrugen. Die Spiele fanden alle am 23. Juli statt.
Alle Gruppenspiele wurden im Modus Best of 4 ausgetragen.
Gruppe 1
Die Spiele der Endrundengruppe 1 fanden am 23. Juli statt. Tom Ford war der bestplatzierte Spieler in der Finalrunde, aber nachdem er seine ersten beiden Spiele nicht gewinnen konnte, war die Entscheidung schon gefallen. An seiner Stelle erreichte Joe O’Connor souverän mit drei Siegen das Endspiel.
| Pos. | Spieler      | Partien | Partien | Partien | Frames | Frames | Frames | Höchstes Break | Punkte |
| Pos. | Spieler      | G       | U       | V       | G      | V      | ±      | Höchstes Break | Punkte |
| ---- | ------------ | ------- | ------- | ------- | ------ | ------ | ------ | -------------- | ------ |
| 1    | Joe O’Connor | 3       | 0       | 0       | 9      | 2      | +7     | 69             | 9      |
| 2    | Ricky Walden | 1       | 1       | 1       | 6      | 5      | +1     | 122            | 4      |
| 3    | Tom Ford     | 0       | 2       | 1       | 4      | 7      | −3     | 120            | 2      |
| 4    | Xu Si        | 0       | 1       | 2       | 3      | 8      | −5     | 79             | 1      |

Einzelergebnisse
| Spiel | Spieler 1    | Ergebnis | Spieler 2    |
| ----- | ------------ | -------- | ------------ |
| 1     | Tom Ford     | 2:2      | Xu Si        |
| 2     | Joe O’Connor | 13:13    | Ricky Walden |
| 3     | Tom Ford     | 2:2      | Ricky Walden |
| 4     | Joe O’Connor | 13:13    | Xu Si        |
| 5     | Tom Ford     | 30:30    | Joe O’Connor |
| 6     | Ricky Walden | 03:03    | Xu Si        |

Gruppe 2
Die Spiele der Endrundengruppe 2 fanden am 23. Juli statt. Pang Junxu als bestplatzierter Spieler patzte schon zum Auftakt und so nutzte ihm der Sieg über Stephen Maguire im letzten Spiel nichts mehr, der Schotte machte trotz der Niederlage den Schritt ins Finale.
| Pos. | Spieler         | Partien | Partien | Partien | Frames | Frames | Frames | Höchstes Break | Punkte |
| Pos. | Spieler         | G       | U       | V       | G      | V      | ±      | Höchstes Break | Punkte |
| ---- | --------------- | ------- | ------- | ------- | ------ | ------ | ------ | -------------- | ------ |
| 1    | Stephen Maguire | 2       | 0       | 1       | 7      | 3      | +4     | 78             | 6      |
| 2    | Ben Mertens     | 1       | 1       | 1       | 5      | 5      | ±0     | 115            | 4      |
| 3    | Pang Junxu      | 1       | 1       | 1       | 5      | 6      | −1     | 136            | 4      |
| 4    | Matthew Selt    | 0       | 2       | 1       | 4      | 7      | −3     | 97             | 2      |

Einzelergebnisse
| Spiel | Spieler 1       | Ergebnis | Spieler 2       |
| ----- | --------------- | -------- | --------------- |
| 1     | Pang Junxu      | 30:30    | Ben Mertens     |
| 2     | Stephen Maguire | 03:03    | Matthew Selt    |
| 3     | Pang Junxu      | 2:2      | Matthew Selt    |
| 4     | Stephen Maguire | 03:03    | Ben Mertens     |
| 5     | Pang Junxu      | 13:13    | Stephen Maguire |
| 6     | Matthew Selt    | 2:2      | Ben Mertens     |

### Finale
Da das Endspiel anders als die Gruppenspiele einen Sieger braucht, wurde das Match im Modus Best of 5 gespielt. Der 29-jährige Joe O’Connor stand zum vierten Mal in einem Finalspiel, dreimal zuvor hatte er es verloren. Darunter war auch im Vorjahr das Finale des Championship-League-Einladungsturniers. Der 15 Jahre ältere Stephen Maguire hatte nicht nur deutlich mehr Finals gespielt, er hatte schon 13 Titel geholt, darunter aber noch nicht die Championship League.
Das Match wurde mit hohen Breaks entschieden. Im ersten Frame holte Maguire in zwei Anläufen den Punkt, im zweiten schaffte O’Connor kein ausreichendes Break und Maguire holte sich mit 61 Punkten am Stück das 2:0. Mit einem Beinahe-Century konnte der junge Engländer noch verkürzen, aber in Frame 4 genügte es Maguire, einmal ins Lochen zu kommen. Er zog das Break durch und sicherte sich den 3:1-Sieg. Es war sein siebter Ranglistentitel.
| Finale: Best of 5 Frames Schiedsrichter/in: John Pellew Mattioli Arena, Leicester, England, 23. Juli 2025 |                |                 |
| Joe O’Connor                                                                                              | 1:3            | Stephen Maguire |
| 0:102 (85), 32:70 (61), 103:1 (99), 0:89 (89)                                                             |                |                 |
| 99 | Höchstes Break | 89              |
| – | Century-Breaks | –               |
| 1 | 50+-Breaks     | 3               |

## Century-Breaks
109 Mal wurde in einer Aufnahme die Zahl von 100 Punkten erreicht oder übertroffen. 64 Spielern gelang mindestens ein Century-Break. In der Vorrundengruppe 29 gelang Fan Zhengyi ein Break von 147 Punkten. Für ihn war es innerhalb eines Jahres sein zweites Maximum Break, in der offiziellen Statistik war es Maximum Nummer 218 im Profisnooker.
| Fan Zhengyi     | 147                          |
| Ricky Walden    | 143, 122, 121, 116, 111, 104 |
| Lan Yuhao       | 142                          |
| Chris Totten    | 141, 111                     |
| Wang Yuchen     | 140, 125, 109                |
| David Gilbert   | 139, 129, 114, 105           |
| Ryan Day        | 138, 103                     |
| Robert Milkins  | 137                          |
| Pang Junxu      | 136 (2×), 132, 109, 101      |
| Robbie McGuigan | 136, 128                     |
| John Astley     | 136                          |
| Chris Wakelin   | 136                          |
| Liam Davies     | 135, 126, 118, 116           |
| Cheung Ka Wai   | 134                          |
| Leone Crowley   | 134                          |
| Liu Wenwei      | 134                          |
| Liu Hongyu      | 133, 104                     |
| Tom Ford        | 132 (2×), 131, 120           |
| Wu Yize         | 132, 100                     |
| Ben Mertens     | 131 (2×), 130, 115, 111      |
| Gao Yang        | 131, 124                     |
| Aaron Hill      | 130, 100                     |
| Gary Wilson     | 129, 124                     |
| Amir Sarkhosh   | 129, 106                     |
| Louis Heathcote | 128, 120                     |
| David Lilley    | 128                          |
| Dylan Emery     | 126, 103                     |
| Daniel Wells    | 126                          |
| Yuan Sijun      | 123, 106, 104                |
| Jiang Jun       | 123                          |
| Xu Yichen       | 120                          |
| Lei Peifan      | 120                          |

| Ali Carter        | 119, 103 |
| Matthew Selt      | 119, 100 |
| Stephen Maguire   | 119      |
| Kreishh Gurbaxani | 119      |
| Duane Jones       | 118, 104 |
| Long Zehuang      | 117      |
| Joe O’Connor      | 116, 103 |
| Matthew Stevens   | 116      |
| Stuart Bingham    | 115, 102 |
| Julien Leclercq   | 115      |
| Si Jiahui         | 114      |
| Ng On Yee         | 113      |
| Elliot Slessor    | 113      |
| George Pragnell   | 112, 101 |
| Robbie Williams   | 110      |
| Zak Surety        | 110      |
| Martin O’Donnell  | 109, 101 |
| Ben Woollaston    | 108      |
| Xu Si             | 107, 102 |
| Umut Dikme        | 107      |
| Zhang Anda        | 107      |
| Bulcsú Révész     | 104      |
| Gong Chenzhi      | 103      |
| Iulian Boiko      | 103      |
| Chang Bingyu      | 102      |
| Alfie Davies      | 102      |
| Jak Jones         | 102      |
| Sam Craigie       | 101      |
| Mark Davis        | 101      |
| Jack Lisowski     | 101      |
| Florian Nüßle     | 100      |
| Ashley Hugill     | 100      |